# Monaco (canción de Bad Bunny)
«Monaco» (estilizado en mayúsculas MONACO o Mónaco) es una canción del cantante puertorriqueño Bad Bunny. Fue lanzado el 13 de octubre de 2023 como el tercer sencillo de su quinto álbum de estudio titulado Nadie sabe lo que va a pasar mañana.

## Antecedentes
Anterior a «Monaco», el compositor había lanzado únicamente tres sencillos en el año, estos eran «Ojitos lindos» de su anterior proyecto Un verano sin ti, «Where She Goes», dando pie al futuro álbum y finalmente «Un preview» publicado tres semanas antes del lanzamiento del álbum, anunciando indirectamente la publicación del mismo.

## Video musical
La publicación del video musical de «Monaco» hace referencia al Principado de Mónaco, donde residen personas de alto poder adquisitivo y se disputa anualmente el Gran Premio de Mónaco de Fórmula 1 como atracción principal. El clip inicia con Bad Bunny bajando de un auto y dirigiéndose al interior del restaurante Carbone, en Nueva York, dentro se encuentra con las figuras públicas Al Pacino, Wayne Diamond y Keith William Richards. Posterior a esto se enfoca cuadros de Mónaco y su barrio principal Montecarlo, y se encuentra Bad Bunny con un monoplaza de Red Bull Racing, más tarde, muestra tomas en el casino de Montecarlo y un yate. El videoclip finaliza con detrás de cámaras de la filmación y Sergio "Checo" Pérez dialogando con el artista.
El tema incorpora una canción muy famosa de Charles Aznavour (1924-2018), "Hier encore" ("Ayer aun"), escrita en 1964.

## Lanzamiento y recepción
Publicado el 13 de octubre junto al quinto álbum, Monaco fue presentado en el Coliseo de Puerto Rico José Miguel Agrelot, sin embargo, la primera vez que Bad Bunny lo canto en vivo fue el 22 de octubre en Saturday Night Live.
A 4 días de su lanzamiento, «Monaco», se posicionó en el puesto 1 de Spotify a nivel mundial, contando con más de 100 millones de reproducciones. Mientras que en YouTube, fue tendencia a tan solo una hora de su lanzamiento y en menos de 24 horas llegó a 5 millones de vistas. Además, debutó en el puesto 1 de Billboard Global 200 y tercero en el chart de Global Excl. U.S.

## Posicionamiento en listas
| Lista (2023)                  | Mejor posición |
| ----------------------------- | -------------- |
| Argentina (Argentina Songs)   | 18             |
| Bolivia (Bolivia Songs)       | 3              |
| Canadá (Canadian Hot 100)     | 5              |
| Chile (Chile Songs)           | 4              |
| Colombia (Colombia Songs)     | 2              |
| Ecuador (Ecuador Songs)       | 2              |
| España (España Songs)         | 1              |
| E.E. U.U. (Billboard Hot 100) | 5              |
| E.E. U.U. (Hot Latin Songs)   | 1              |
| Francia (SNEP)                | 104            |
| Global (Billboard Global 200) | 5              |
| Italia (FIMI)                 | 44             |
| Luxemburgo (Luxembourg Songs) | 16             |
| México (Mexico Songs)         | 1              |
| Nueva Zelanda (RNMZ)          | 12             |
| Países Bajos (Single Tip)     | 2              |
| Perú (Peru Songs)             | 2              |
| Portugal (AFP)                | 10             |
| Suiza (Schweizer Hitparade)   | 5              |